# Daniel Blacksberg
Daniel „Dan“ Blacksberg (* um 1980) ist ein US-amerikanischer Jazzmusiker (Posaune, Komposition), der sich auch in der Klezmermusik betätigt.

## Leben und Wirken
Blacksberg studierte am New England Conservatory of Music. Ab Mitte der 2000er-Jahre arbeitete er in Boston mit Danilo Perez (Panama Suite) und mit Anthony Braxtons Tri-Centric Orchestra (Creative Music Orchestra (NYC) 2011). Unter eigenem Namen spielte Blacksberg 2008 und 2012 zwei Trioalben ein. Nach Ansicht von John Sharpe, der Perilous Architecture in All About Jazz rezensierte, bewege sich Blacksberg gekonnt zwischen Klangfarben und lyrischer blecherner Ermahnung. Er mache sparsamen, aber effektiven Gebrauch von Mehrklängen und rühme sich eines polierten Tons in den höheren Lagen.
Ab den 2010er-Jahren spielte Blacksberg u. a. auch in den Formationen Daniel Kahn & The Painted Bird, Coldair, The Welcome Wagon, Sonic Liberation Front, Solilians und The Accidental Occurrence. Des Weiteren leitete er die Band Electric Simcha und spielte mit Nick Millevoi im Duo Archer Spade. Pillar Without Mercy, sein erstes Album mit seiner Doom-Metal-Band Deveykus, wurde 2013 von Tzadik veröffentlicht. Mit Unterstützung des PEW Center for Arts and Heritage arbeitete Blacksberg im Sommer und Herbst 2013 eng mit George Lewis zusammen. Außerdem arbeitete er mit Joe Morris und Nate Wooley und wirkte bei Aufnahmen der experimentellen Metal-Bands Liturgy (The Ark Work) und The Body (No One Deserves Happiness) mit.
Neben seinen Aktivitäten im Avantgarde-Jazz betätigte sich Blacksberg als Musiker und Dozent bei Festivals wie dem Jüdischem Kulturfestival in Krakau und dem Klezmer Festival Fürth. Er hat mit vielen Vertretern der Klezmermusik gespielt und Aufnahmen gemacht, von Vordenkern wie Frank London bis hin zu Säulen der Tradition wie Elaine Hoffman Watts. 2017 legte er das Album Radiant Others vor, an dem Nick Millevoi und Christopher McDonald beteiligt waren, mit einer Reihe von Eigenkompositionen und Arrangements traditioneller Klezmer-Melodien. Im Bereich des Jazz war er laut Tom Lord zwischen 2006 und 2020 an zehn Aufnahmesessions beteiligt, u. a. mit Michael Winograd (Kosher Style), Dave Soldier (Zajal) und Jair-Rohm Parker Wells.
Blacksberg unterrichtete an der University of Wisconsin-Madison. Blacksberg lebt in Philadelphia.

## Diskographische Hinweise
- Daniel Blacksberg: Bit Heads (2010), mit Jon Barrios, Mike Szekely[4]
- Daniel Blacksberg Trio: Perilous Architecture (2014), mit Matt Engle und Mike Szekely
- Dan Blacksberg & Julius Masri: Superlith II (2021)[5]
- The Psychic/Body Sound System (2024) Solo